# Dubové (Žilina)
Dubové é um município da Eslováquia, situado no distrito de Turčianske Teplice, na região de Žilina. Tem 28,29 km² de área e sua população em 2018 foi estimada em 705 habitantes.

## Demografia
| Ano:        | 1994 | 2004   | 2014   | 2024   |
| ----------- | ---- | ------ | ------ | ------ |
| Broj ljudi: | 737  | 758    | 718    | 688    |
| Razlika:    |      | +2,84% | -5,27% | -4,17% |

| Ano:               | 2023 | 2024   |
| ------------------ | ---- | ------ |
| Número de pessoas: | 675  | 688    |
| Diferença:         |      | +1,92% |